# Distretto di Belize
Il distretto di Belize (4204 km², 68 197 ab.) è un distretto del Belize. Il capoluogo è Belize, l'ex capitale del Paese.